# The Outer Limits (1995)
The Outer Limits is een Amerikaanse televisie-anthologieserie, die op de Amerikaanse tv werd uitgezonden van 1995 tot 2002. De serie blies de gelijknamige serie uit 1963 nieuw leven in.

## Plot
Net als de vorige serie bevatte elke aflevering van “The Outer Limits” een opzichzelfstaand sciencefictionverhaal. De serie werd gepresenteerd door Kevin Conway, die elke aflevering opende met de tekst:

There is nothing wrong with your television. Do not attempt to adjust the picture. We are now controlling the transmission. We control the horizontal, and the vertical. We can deluge you with a thousand channels or expand one single image to crystal clarity - and beyond. We can shape your vision to anything our imagination can conceive. For the next hour we will control all that you see and hear. You are about to experience the awe and mystery which reaches from the deepest inner mind to... The Outer Limits. Please stand by. 

## Productie

### Geschiedenis
Plannen om The Outer Limits nieuw leven in te blazen bestonden al sinds de jaren 80, maar pas in 1995 werd het project gerealiseerd. Dit was mede door het succes van vervolgen en heroplevingen van andere oude sciencefictionseries zoals de vervolgen op Star Trek: The Original Series, en het succes van anthologieseries als Tales from the Crypt.
MGM, die de rechten op de serie bezat, maakte een deal met Trilogy Productions om de show te maken. De serie debuteerde op Showtime. Hier werd de serie uitgezonden tot 2001. Daarna nam Sci Fi channel de productie over. Hier liep de serie slechts een jaar.

### Opzet
De nieuwe serie hanteert in tegenstelling tot de originele serie niet een "monster van de week"-format. Er komen wel veel aliens voor in de serie, maar deze dienen meer als belichaming van bepaalde wetenschappelijke concepten van de menselijke natuur.
De serie bevat meer geweld en seksueel getinte onderwerpen dan zijn voorganger, en veel van de afleveringen hebben een open einde.
Elk seizoen van de serie bevat een clip show, waarin de plot van verschillende afleveringen uit dat seizoen aan elkaar worden verbonden.

### Opnames
De serie werd opgenomen in Vancouver, Canada. Verhalen van onder andere Harlan Ellison, A.E. van Vogt, Eando Binder, Larry Niven, Richard Matheson, George R.R. Martin, Stephen King, en James Patrick Kelly dienden als inspiratie voor de afleveringen. Ook werden enkele afleveringen uit de originele serie opnieuw opgenomen voor deze serie.
Leslie Stevens en Joseph Stefano, die samen aan de originele serie werkten, waren ook betrokken bij de nieuwe serie. Stefano schreef zelf de remake van de door hem bedachte aflevering "A Feasibility Study" uit de originele serie.